# サムシングロイヤル
サムシングロイヤル（Somethingroyal、1952年 - 1983年）は、アメリカ合衆国の競走馬、および繁殖牝馬。繁殖牝馬としての実績が大きく、セクレタリアトやサーゲイロードといった名競走馬・名種牡馬の母となっている。1973年にはアメリカ年度代表繁殖牝馬に選ばれた。日本で活躍したニシノフラワーやロードカナロアは本馬の直系子孫である。

## 経歴
競走馬としては1954年8月2日にサラトガ競馬場で1度走ったのみである。翌年よりメドウファームで繁殖入りし、生涯で18頭の競走馬を産んだ。そのうちの11頭が勝ちを挙げ、うち4頭がステークス競走でも優勝するといった高い実績を残した。
1983年、31歳のときに死亡した。

## 産駒の競走成績
最初のステークス競走勝ち馬は第3子のサーゲイロード（Sir Gaylord、父ターントゥ）で、2歳時からグレートアメリカンステークスなどに勝ってクラシック路線の一角となるが、故障によりケンタッキーダービーを目前に引退した。
サムシングロイヤルの産駒の中で最も活躍したものが、第13子にあたる父ボールドルーラーの牡馬セクレタリアト（Secretariat）であった。セクレタリアトは2歳時から圧倒的な競走能力を示し、1973年には三冠最終戦のベルモントステークスで31馬身差の圧勝劇を繰り広げ、史上9頭目のアメリカ三冠馬となる快挙を達成した。同馬の活躍もあって、サムシングロイヤルはこの年のアメリカ年度代表繁殖牝馬に選ばれている。
このほかでは第6子のファーストファミリー（父First Landing）がガルフストリームパークハンデキャップなどに、第9子のシリアンシー（Syrian Sea、父ボールドルーラー）がセリマステークスなどに勝っている。

## 産駒の繁殖成績

### 種牡馬
サムシングロイヤルの産駒の中で、種牡馬として最も成功したのはサーゲイロードであった。種牡馬入り3年目にして出したイギリスダービー馬サーアイヴァーをはじめに、主にヨーロッパで活躍する産駒を多く輩出、その産駒らも種牡馬として成功し、後世に競走成績以上の大きな功績を残した。その末裔はスティールハートなどを通して日本にも入っており、有名なところではニホンピロウイナーとヤマニンゼファーの親子の短距離路線での活躍が知られる。オーストラリアやニュージーランドではサートリストラム（Sir Tristram）の系統が2010年代以降も活躍馬を出しており、サイアーラインが続いている。
稀代の名競走馬として名を馳せたセクレタリアトも種牡馬として、アメリカ殿堂馬レディーズシークレットや、アメリカ二冠馬リズンスターなどといった活躍馬を多数送り出した。
サーゲイロードの実績はアメリカ国外の生産者にも大きな衝撃を与え、ヨーロッパや日本でもその血統の導入が求められるようになった。1967年にアメリカで種牡馬入りしていたファーストファミリーは、セクレタリアトが三冠を達成した翌年の1974年に日本へと輸出されている。同馬はアメリカでは実績をあまり残せなかったが、日本では2年連続年度代表馬に輝いたホウヨウボーイを出し、また母の父としてもセキテイリュウオー（東京新聞杯、天皇賞・秋2着2回など）やロンシャンボーイ（高松宮杯など）といった活躍馬を出した。
このほかにも、1972年にはTatan産駒の10番仔・ロイヤルタタン（Royal Tatan）がセクレタリアトのデビュー前に日本に種牡馬として輸入されている。中央競馬では目立った産駒は出せなかったが、地方競馬では道営二冠（北海優駿、王冠賞）馬で第1回のブリーダーズゴールドカップで2着に入るなど活躍し種牡馬となったホロトウルフをはじめ、多くの活躍馬を出した。地方競馬のサイアーランキングでは1978年と1987年の2位が最高でリーディングサイアーとはなれなかったが、地方競馬での産駒の勝利数は1740勝にのぼり、地方競馬で3度リーディングサイアーとなったボールドコンバタントを上回っている。母の父としては、中央でハヤテミグ（日経賞など）やトウカイパレス（1995年菊花賞2着）、地方では浦和のテレビ埼玉杯を浦和ダート1900mのレコードタイムで勝利したタイコウレジェンドなどを出している。

### 繁殖牝馬
繁殖牝馬として大きな実績を挙げた馬に、セクレタリアトの全姉にあたる第12子・ザブライド（The Bride）がいる。7頭の産駒が勝ちを挙げており、中でもアルゼンチンに渡ったアットイース（At Ease）がベルグラーノ将軍賞（亜G2）でステークス競走勝ちを収めている。牝系としても優秀で、孫にジョン A.モリスハンデキャップ (G1) などに勝ったパーソナルビジネス（Personal Business）、曾孫に桜花賞などに勝ったニシノフラワー、玄孫に史上唯一の南関東牝馬三冠馬チャームアスリープなどがいる。
競走馬としても実績のあったシリアンシーからは、シュヴィーハンデキャップ勝ち馬のアラダ（Alada）が出ている。また、アラダの孫に、1992年のアメリカ最優秀3歳牝馬に選ばれ、日本に繁殖牝馬として輸入されたサラトガデューがいる。サラトガデューの孫からロードカナロアが出た。

## 主なファミリーライン
牝系図の主要な部分（G1級競走優勝馬、日本のグレード制重賞優勝馬、その他個別記事のある馬）は以下の通り。*は日本に輸入された馬。
- Somethingroyal  1952
  - Cherryville 1958
    - Inchmarlo 1973
      - Gold Trinket 1984
        - New Gold Dream 1991
          - Fraar Side 1999
            - The Verminator 2006（豪メトロポリタンH）

  - Sir Gaylord 1959
  - Swansea 1963
    - Swan Dance 1968
      - Selerina 1977
        - Summer Parties 1982
          - Small Partie 1988
            - *スマラ 1993
              - *チチカステナンゴ 1998（リュパン賞、パリ大賞典）
              - ダウンタウンブギ 2013
                - カズタンジャー 2021（マーキュリーC）

    - Sea Swan 1971
      - Sea Cap 1977
        - North Beach 1982
          - Walkabout 1988
            - *ドメーヌ 2001
              - ヴェルメンティーノ 2011
                - マルカラピッド 2020（エーデルワイス賞）

        - Whisper 1986
          - Paula's Girl 2005（ミル・ギネアス賞）

    - Buck the Tide 1977
      - Arbulus 1984
        - Aviacion 1998
          - Promising Run 2013
            - Desert Flower 2022（フィリーズマイル、英1000ギニー）

  - Syrian Sea 1965
    - Alada 1976
      - Super Luna 1982
        - *サラトガデュー 1989（ガゼルH、ベルデイムS）
          - レディブラッサム 1996
            - ロードカナロア 2008（スプリンターズS、香港スプリント、高松宮記念、安田記念、京阪杯、シルクロードS、阪急杯）

  - The Bride 1969
    - Fabulous Fraud 1974
      - *トップニュースII 1984
        - ターフアミティエ 1999
          - チャームアスリープ 2003（南関東牝馬三冠）

      - *デュプリシト 1985 
        - ニシノフラワー 1989（阪神3歳牝馬S、桜花賞、スプリンターズS、デイリー杯3歳S、マイラーズC、札幌3歳S）
          - ニシノミライ 2003
            - ニシノヒナギク 2008
              - ニシノデイジー 2016（中山大障害、札幌2歳S、東京スポーツ杯2歳S）

        - ニシノタカラヅカ 2003
          - ネロ 2011（京阪杯）

    - Heavenly Match 1978
      - Personal Business 1986（ジョン A.モリスH）
        - *マハーブ 1995
          - マハーバーラタ 2008
            - ヒンドゥタイムズ 2016（小倉大賞典）

  - Secretariat 1970（アメリカクラシック三冠、マンノウォーS）
  - Queens Colours 1976
    - Windsor Fire 1991
      - Royal Diploma 1997
        - Typhoon Zed 2003（ザギャラクシー）

牝系図の出典：Galopp-Sieger

## 血統表
| サムシングロイヤルの血統               | サムシングロイヤルの血統             | サムシングロイヤルの血統 | （血統表の出典）    | （血統表の出典） |
| 父系                                   | プリンスキロ系                       | プリンスキロ系           | プリンスキロ系      | [ § 2 ]          |
| 父 Princequillo 1940 鹿毛 アイルランド | 父の父Prince Rose 1928 鹿毛 イギリス | Rose Prince              | Prince Palatine     | Prince Palatine  |
| 父 Princequillo 1940 鹿毛 アイルランド | 父の父Prince Rose 1928 鹿毛 イギリス | Rose Prince              | Eglantine           |                  |
| 父 Princequillo 1940 鹿毛 アイルランド | 父の父Prince Rose 1928 鹿毛 イギリス | Indolence                | Gay Crusader        | Gay Crusader     |
| 父 Princequillo 1940 鹿毛 アイルランド | 父の父Prince Rose 1928 鹿毛 イギリス | Indolence                | Barrier             |                  |
| 父 Princequillo 1940 鹿毛 アイルランド | 父の母Cosquilla 1933 鹿毛 イギリス   | Papyrus                  | Tracery             | Tracery          |
| 父 Princequillo 1940 鹿毛 アイルランド | 父の母Cosquilla 1933 鹿毛 イギリス   | Papyrus                  | Miss Matty          |                  |
| 父 Princequillo 1940 鹿毛 アイルランド | 父の母Cosquilla 1933 鹿毛 イギリス   | Quick Thought            | White Eagle         | White Eagle      |
| 父 Princequillo 1940 鹿毛 アイルランド | 父の母Cosquilla 1933 鹿毛 イギリス   | Quick Thought            | Mindful             |                  |
| 母 Imperatrice 1938 鹿毛 アメリカ      | 母の父Caruso 1927 鹿毛 アメリカ      | Polymelian               | Polymelus           | Polymelus        |
| 母 Imperatrice 1938 鹿毛 アメリカ      | 母の父Caruso 1927 鹿毛 アメリカ      | Polymelian               | Pasquita            |                  |
| 母 Imperatrice 1938 鹿毛 アメリカ      | 母の父Caruso 1927 鹿毛 アメリカ      | Sweet Music              | Harmonicon          | Harmonicon       |
| 母 Imperatrice 1938 鹿毛 アメリカ      | 母の父Caruso 1927 鹿毛 アメリカ      | Sweet Music              | Isette              |                  |
| 母 Imperatrice 1938 鹿毛 アメリカ      | 母の母Cinquepace 1934 鹿毛 アメリカ  | Brown Bud                | Brown Prince        | Brown Prince     |
| 母 Imperatrice 1938 鹿毛 アメリカ      | 母の母Cinquepace 1934 鹿毛 アメリカ  | Brown Bud                | June Rose           |                  |
| 母 Imperatrice 1938 鹿毛 アメリカ      | 母の母Cinquepace 1934 鹿毛 アメリカ  | Assignation              | Teddy               | Teddy            |
| 母 Imperatrice 1938 鹿毛 アメリカ      | 母の母Cinquepace 1934 鹿毛 アメリカ  | Assignation              | Cinq a Sept         |                  |
| 母系(F-No.)                            | 2号族(FN:2-s)                        | 2号族(FN:2-s)            | 2号族(FN:2-s)       | [ § 3 ]          |
| 5代内の近親交配                        | 5代内アウトブリード                  | 5代内アウトブリード      | 5代内アウトブリード | [ § 4 ]          |
| 出典                                   | 1. 2. 3. 4.                          | 1. 2. 3. 4.              | 1. 2. 3. 4.         | 1. 2. 3. 4.      |

母インペラトリスは競走馬としてニューイングランドオークスなどステークス競走4勝をしたのち、1947年に繁殖牝馬としてメドウステーブルに購入された。繁殖成績も優秀で、コーチングクラブアメリカンオークス優勝馬のスキャタード（1945年生・牝馬）などに代表されるステークス競走勝ち馬を6頭出し、メドウステーブル繁栄の基礎となった。